# Matty Malneck
Matty Malneck (9 de diciembre de 1903 – 25 de febrero de 1981) fue un intérprete de jazz, violinista, violista y compositor de canciones de nacionalidad estadounidense.

## Biografía
Nacido en  Newark (Nueva Jersey), sus primeras actuaciones profesionales como violinista las hizo con 16 años de edad. Entre 1926 y 1937 trabajó con Paul Whiteman, y en ese mismo período también grabó con Frank Signorelli, Frankie Trumbauer, Bix Beiderbecke, y Mildred Bailey. Además, lideró su propia big band en los años 1938 y 1939, y rodó diversos cortos cinematográficos con la vocalista Liz Tilton en la década de 1940. En 1932 grabó para London Records, haciendo lo propio para Decca Records en 1938-39.
La actividad de Malneck como instrumentista ensombreció su trabajo de composición de canciones. En este campo hizo varios temas que llegaron a ser clásicos pop, entre ellos "I'll Never Be the Same", "I'm Through With Love", "Goody Goody", "Eeny Meeny Miney Mo", y "If You Were Mine" (letra de Johnny Mercer y grabado por Billie Holiday en Nueva York el 25 de octubre de 1935 para Brunswick Records).
Matty Malneck falleció en 1981 en Los Ángeles, California.